# Борбориты

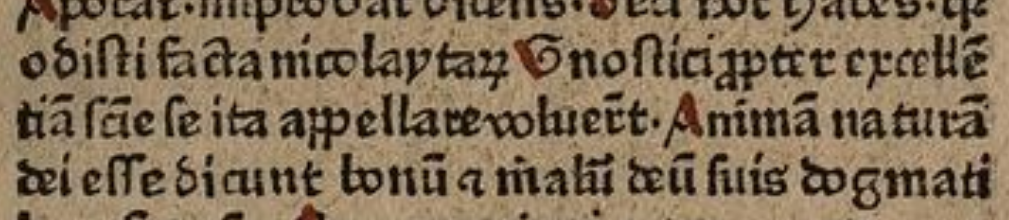
Исидор Севильский о ереси гностиков в книге «Этимологии». Издание. Кёльн. 1478 год.

Гно́стики (др.-греч. γνωστικοί; лат. gnostici; ст.‑слав. разѹмьници) или Варвелио́ты (лат. barbelioti), или Борбори́ты или Ворвориа́ны (др.-греч. βορβοριανοί от др.-греч. βόρβορος - грязь, нечистоты) — согласно Епифанию Кипрскому (Панарион) название христианской секты, близкой к офитам. Епифаний Кипрский приводит и другие названия этой секты: Варвили́ты, Барбели́ты (др.-греч. Βαρβηλίτας), Стратиотики́ (др.-греч. Στρατιωτικοί), Фивиони́ты, Фибиони́ты (др.-греч. Φιβιωνῖται), Закхеи́ (др.-греч. Ζακχαίους), Коддиа́не (др.-греч. Κοδδιανοῦς) (последнее наименование он расшифровывает через народную сирийскую этимологию как «те, рядом с которыми никто не возжелал бы принимать пищу»).
Если Ириней Лионский варвелиотов называет одной из гностических сект, то более поздние авторы: Епифаний Кипрский, Августин, Исидор Севильский, Иоанн Дамаскин отождествляют понятия «гностики» и «борбориты».

## Учение
Учение варвелиотов изложил Ириней Лионский в своём ересиологическом трактате «Обличение и опровержение лжеименного знания (Против ересей)»:
Некоторые из них принимают Эона, никогда не стареющегося, в девственном духе, которого они называют Варвелос. Потом говорят, что где-то существует неименуемый Отец: Он восхотел открыть себя этому Варвелосу. Сия мысль (Εννοια) по своем появлении предстала пред ним и потребовала Предведения (Προγνωσις); когда появилось Предведение, то по просьбе их проявилось Нетление (Αφθαρσια), а за нею Жизнь вечная (Ζωη αιωνια). Услаждаясь сим и созерцая их величие, Варвелос, радуясь зачатию, родил подобный ему свет. Его они называют началом света и происхождение всех вещей, и говорят, что Отец, увидев этот свет, помазал Его своею благостью, чтобы Он был совершен. Этот свет, утверждают они, есть Христос, Который опять, по словам их, потребовал, чтоб Ему дан был на помощь Ум (Νους); и Ум явился. Сверх того Отец производит Слово (Λογος). Так образуются сочетания Мысли с Словом, Нетления с Христом; Жизнь же вечная соединилась с Волею (Θηλημα), а Ум с Предведением. И они восхваляли великий свет и Варвелоса.
После сего, говорят они, произошел от Слова и Мысли Саморожденный (Αυτογενης) для представления великого света, и он, по словам их, был весьма почтен и все ему подчинено. Вместе с ним произошла Истина (αληθεια), и явилось сочетание Саморожденного с Истиною. От света же, который есть Христос, и от Нетления произошли для сопровождения Саморожденного четыре светила; а от Воли и вечной Жизни появились для служения этим четырем светилам также четыре истечения, которые они называют — благодатью (χαρισ), хотением (θηλησις), смыслом (συνεσις) и разумом (φρονησις). Из них благодать сочеталась с великим и первым светилом: под ним они разумеют Спасителя и называют его Армогеном; хотение же соединилось со вторым, которое они называют Рагуел, смысл с третьим светом, которому они дают имя Дадуд, разум с четвертым, которое они называют Элелет.
После того как все так утвердилось, Саморожденный сверх того произвёл совершенного и истинного человека, которого они называют Адамантом, так как ни он не был принужден, ни те, от которых он получил начало: он вместе с первым светом был удален от Армогена. Саморожденный же при этом произвёл с человеком и сочетал с ним совершенное знание (поэтому он и узнал Всевышнего), ему также дарована девственным духом непобедимая сила, и все стало прославлять великого Эона. Отсюда, говорят они, произошли мать, отец и сын; от человека же напротив и знания произросло дерево, которое они также называют знанием.

Потом от первого ангела, который находится при Единородном, произошел Дух Святый, Которого они называют Премудростью (Σοφια) и Пруникос. Он же, увидев, что все прочее находится в сочетании, а Он не, имеет супруга, искал с кем бы ему сочетаться; и не нашедши его, Он расширился и посмотрел на нижние области, думая найти здесь супруга; и не нашедши, с досадою отвернулся назад, потому что сделал попытку без благоволения Отца. После того, побуждаемый простотою и добротою, Он произвёл творение, в котором было неведение и дерзость. Это произведение Его, говорят они, есть первый начальник (προαρχων), создатель этого творения; его, по сказанию их, великая сила отвлекла от матери, и он низшел от неё в нижние области и сотворил твердь небесную, в которой, по словам их, и живет он. И как неведение, он сотворил все подчиненные ему власти ангелов, тверди и все земные вещи. После сего соединившись с дерзостью (αυθαδεια), произвёл злобу, ревность, зависть, ярость и похоть. После того как эти родились, мать Премудрость с скорбью удалилась и возвратилась на высоту и стала, если считать снизу, осмерицею. С удалением её, Он подумал, что один только существует, и потому сказал: «Я один Бог, Ревнитель, и кроме Меня нет Бога»
Борбориты имели несколько священных книг, среди которых — Нория, Книга Сета, Апокалипсис Адама. Признавали как Ветхий, так и Новый Завет, но не отождествляли упоминаемого бога в Ветхом Завете с Богом.
Согласно их учению, горний мир состоит из восьми небес, каждое управляется своим архоном. На седьмом небе архоном является Саваоф, творец небес и Земли. Борбориты считали, что именно его называют Богом евреи. На восьмом небе архоном является Барбело, мать всего живущего, отец всех сущностей, Бог и Христос. Они отрицали рождение Христа от Марии и факт наличия телесного воплощения Иисуса Христа на земле, и, следовательно, воскресение.

## Описание
Епифаний рассказывал о своём общении с представителями данной секты в следующих словах:

…я знавал их лично, возлюбленные (братья), и знаю об их обычаях от самих членов этой секты. Некоторые из женщин, которые сами верили во весь этот вздор, пытались убедить в нём и меня. Более того, они пытались соблазнить меня, как распутная жена египетского повара, ведь я был молод и привлекателен тогда. Однако тот, что стоял рядом со святым Иосифом, не покинул и меня… Спас он меня, услышав мои стенания, а не из-за праведности, как Иосифа. И хотя эти женщины упрекали меня, я только смеялся про себя, слыша, как они шептались между собой: «Не спасти нам этого юношу, придется оставить его в руках архонта на погибель!» (…)
Эти женщины были очаровательны внешне, но внутри них обитало дьявольское безобразие. Однако всемилостливый Бог спас меня от их непотребств. Затем я ознакомился с их книгами и понял, что они имели в виду, но в отличие от них, эта литература не тронула меня. После этого, ускользнув от них и избежав смертельного укуса, я доложил о ситуации местным епископам и помог опознать тех (тайных) членов этой секты, которые официально принадлежали к церкви. И разоблаченных изгнали из города, числом около восьмидесяти человек…

Далее Епифаний утверждал, что борбориты испытали сильное влияние сифиан, а их таинства имели ярко выраженное сексуальное (в том числе, гомосексуальное) содержание. В числе обвинений, распространяемых Епифанием, было осквернение причастия спермой и кровью, а также ритуальное убийство человеческих эмбрионов.
Косвенные подтверджения извращённой этики борборитов сохранились и в гностических текстах, из которых следует, что к секте крайне неприязненно относились не только христиане, но и сами гностики. Так, египетские офиты, придерживавшиеся крайнего аскетизма, в своей «Книге Иеу» свидетельствовали:

…и не будут они (тайны) даны тем, кто служит восьми силам великого архонта, то есть тем, кто поглощает кровь месячного очищения и мужское семя…

В другом офитском тексте, Пистис София, обвинение против борборитов вложено в уста Иисуса:

Фома сказал: «Мы слышали, что есть на земле такие, которые берут мужское семя и женскую кровь месячных, кладут это в чечевицу и едят, приговаривая: „Мы верим в Исава и Иакова“. Подобает это или нет?». Иисус же разгневался на мир в тот час и сказал Фоме: «Воистину говорю я: сей грех превыше всех грехов и беззаконий».

Поскольку почти все сведения о борборитах сохранились только в интерпретации их противников, сложно судить о серьёзности подобных обвинений.
Одно из названий секты, барбелиты, связано с названием гностического эона Барбело, который, по Епифанию, являлся в их мифологии приёмщиком праведных (в понимании сектантов) душ.